# Veliki Šenj
Veliki Šenj (izvirno srbsko Велики Шењ) je naselje v Srbiji, ki upravno spada pod mesto Kragujevac; slednje pa je del Šumadijskega upravnega okraja.

## Demografija
V naselju živi 265 polnoletnih prebivalcev, pri čemer je njihova povprečna starost 40,7 let (39,0 pri moških in 42,3 pri ženskah). Naselje ima 85 gospodinjstev, pri čemer je povprečno število članov na gospodinjstvo 4,12.
To naselje je popolnoma srbsko (glede na rezultate popisa iz leta 2002), a v času zadnjih treh popisov je opazno zmanjšanje števila prebivalcev.
|  |

| Demografija | Demografija     | Demografija     |
| Leto        | Št. prebivalcev | Št. prebivalcev |
| ----------- | --------------- | --------------- |
|             |                 |                 |
|             |                 |                 |
|             |                 |                 |
|             |                 |                 |
| 1948        | 583             |                 |
| 1953        | 539             |                 |
| 1961        | 520             |                 |
| 1971        | 452             |                 |
| 1981        | 401             |                 |
| 1991        | 383             | 365             |
| 2002        | 361             | 350             |
|             |                 |                 |

| Etnična sestava po popisu iz leta 2002 | Etnična sestava po popisu iz leta 2002 | Etnična sestava po popisu iz leta 2002 | Etnična sestava po popisu iz leta 2002 | Etnična sestava po popisu iz leta 2002 |
| -------------------------------------- | -------------------------------------- | -------------------------------------- | -------------------------------------- | -------------------------------------- |
| Srbi                                   | Srbi                                   |                                        | 350                                    | 100,0%                                 |
| Neznano                                | Neznano                                |                                        | 0                                      | 0,0%                                   |